# Rhododendronpark Hobbie

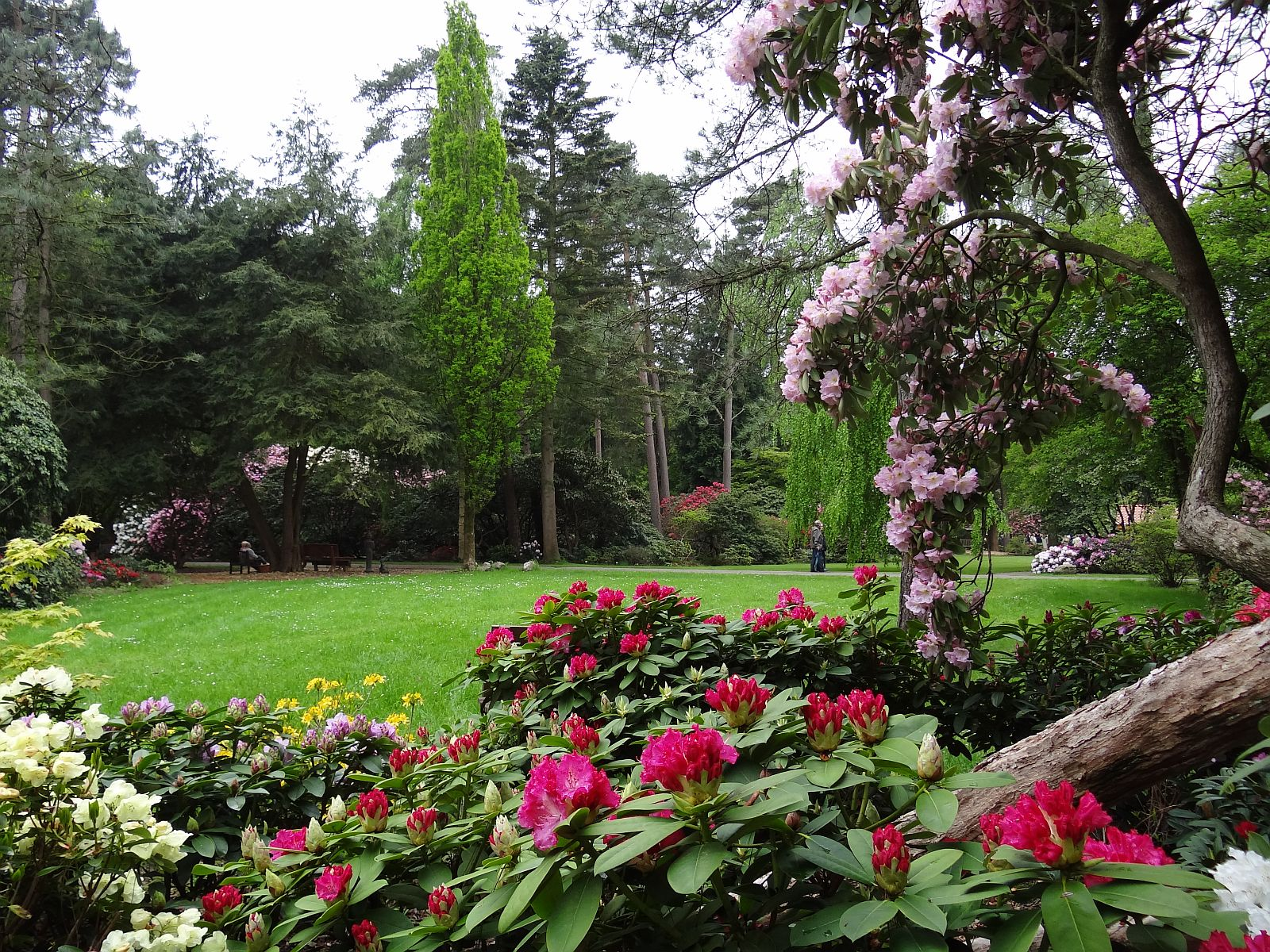
Eingangsbereich

Der Rhododendronpark Hobbie ist ein 1928 gegründeter, 70 ha großer Privatpark in Westerstede-Linswege/Petersfeld im niedersächsischen Landkreis Ammerland. Er ist als Landschaftsschutzgebiet mit der WDPA-Nummer 323881 in Niedersachsen ausgewiesen.

## Geschichte

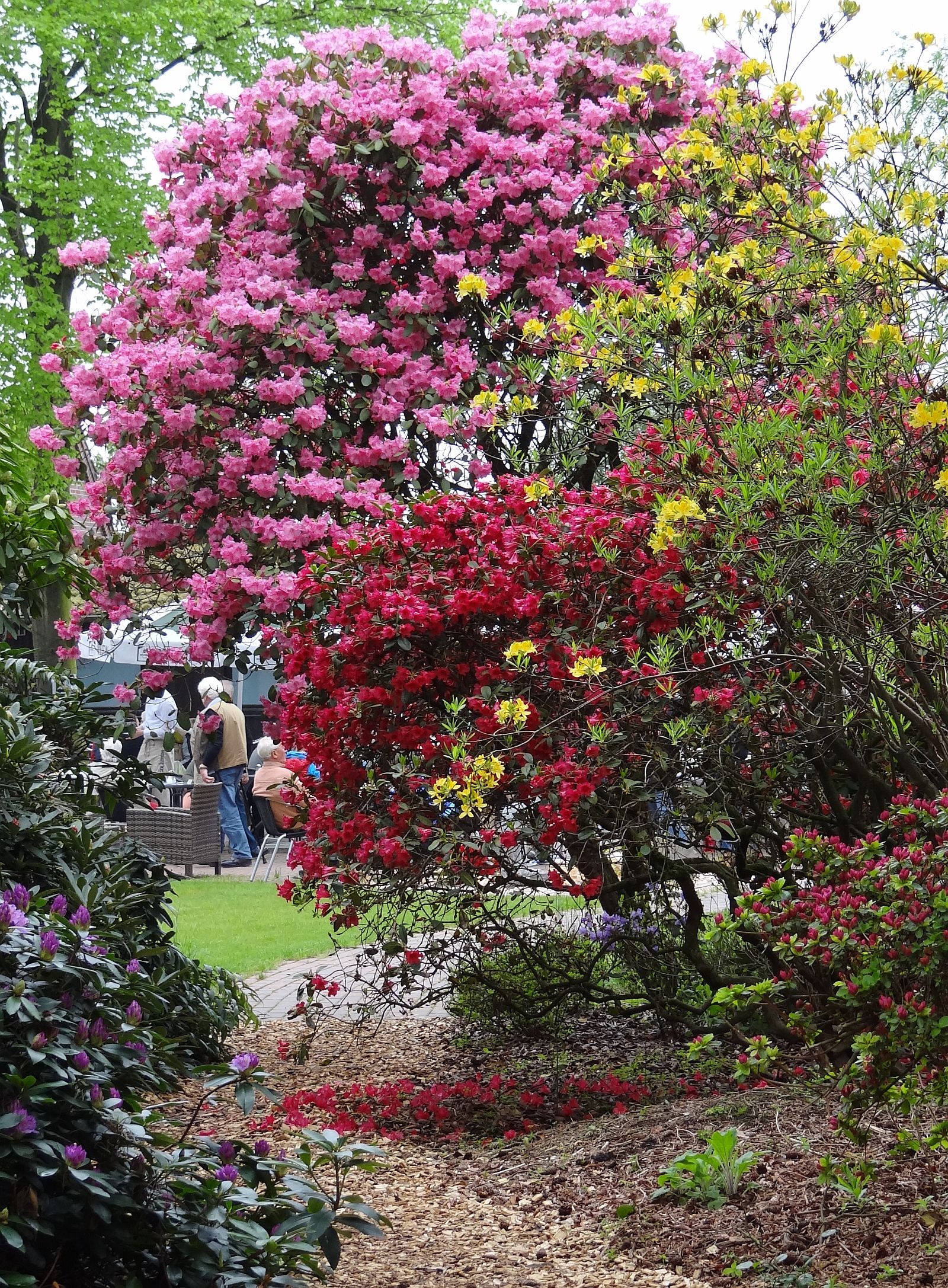
Baumartig wachsender Rhododendron

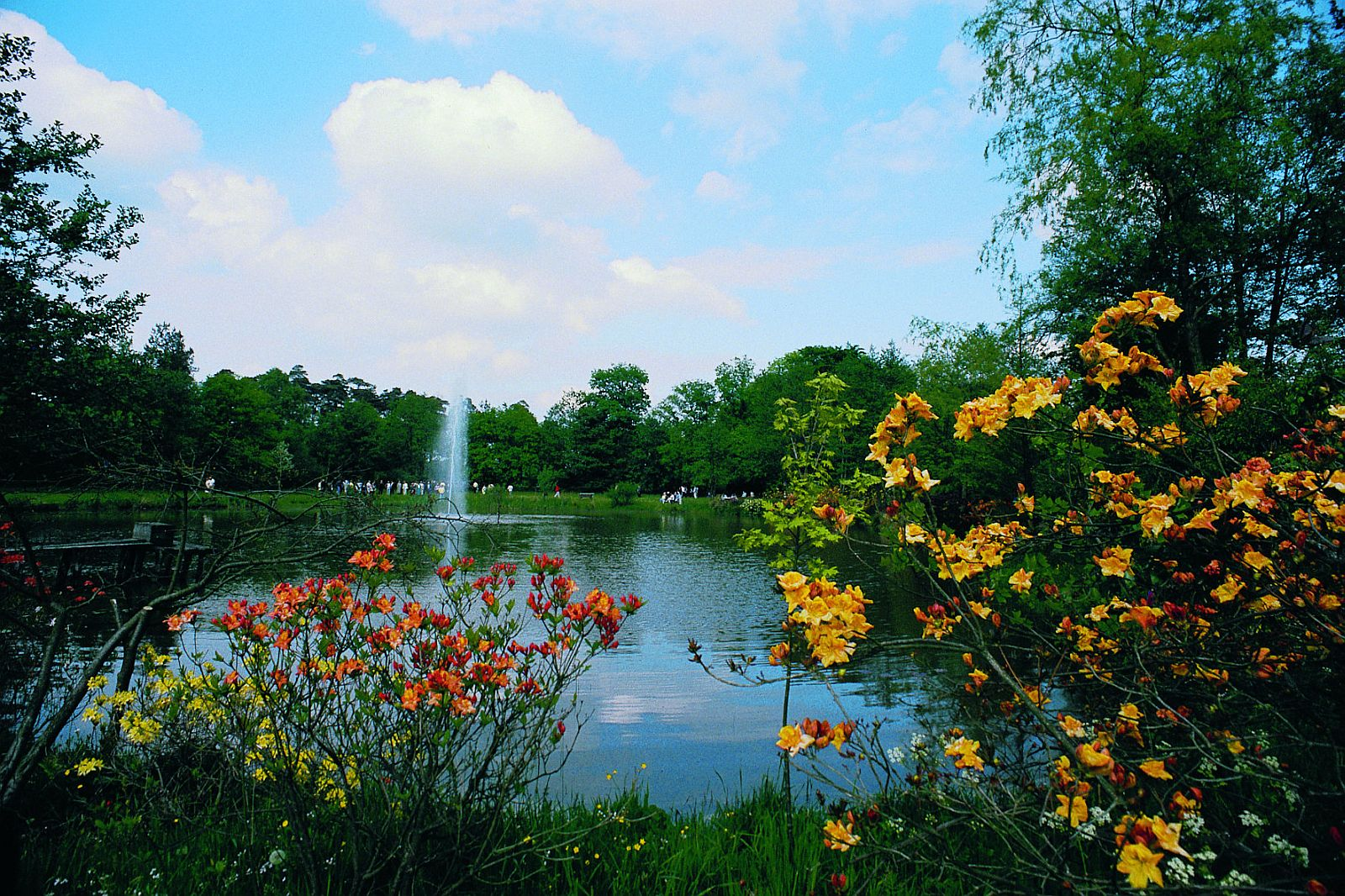
Teichanlage

Gegründet wurde der Park von dem Landwirt Dietrich Gerhard Hobbie (1899–1985), der nach dem Ersten Weltkrieg durch das Buch „Vom Blütengarten der Zukunft“ von Karl Foerster inspiriert wurde, Gärtner zu werden. Die immergrünen und reich blühenden Rhododendren wurden seine Favoriten. In den 1920er Jahren begann er mit der Sammlung von Rhododendronwildarten und säte sie im Familienwald unter Kiefern und Eichen aus. Er besuchte berühmte englische Parkanlagen und Züchter, die ihren besonderen Ruhm den Rhododendren verdanken (Exbury Gardens, Kew Gardens, Wisley und E.J.P. Magor in Cornwall) und begann mit der Auslese bester Typen unter den Wildformen und der Züchtung blühfreudiger und winterharter Sorten.
Zu seinen Züchtungen zählen:
- Wildformen Rh. wardii (Breslau, Ehrengold, Herzas und Linsweger Gold)
- Rh. Williamsianum (August Lamken, Gartendirektor Rieger, Oldenburg, Gartendirektor Glocker und Stadt Essen)
- Rh. Repens (Scarlet Wonder, Baden-Baden, Bad Eilsen)
- Rh. discolor (Admiral Vanessa und Rosa Traum)
- Insigne-Hybriden (Grugaperle, Hultshin)
- Yakushimanum-Hybriden (Flava, Love Song, Maifreude)
- kleinblättrige Rhododendren (Blaue Mauritius, Blue Wonder, Blue Tit, Robert Seleger, Blue Tit Major)

Für seine Neuzüchtungen sowie den Aufbau des Parks wurde Hobbie mehrfach ausgezeichnet, unter anderem mit dem Bundesverdienstkreuz.

## Die Parkanlage
Die Parkanlage umfasst insgesamt 70 ha und ist damit Deutschlands größter Rhododendronpark. Inzwischen sind dort über 250 Rhododendronwildarten und mehrere tausend Sorten von Rhododendren und Azaleen in allen Farben, Formen und Variationen herangewachsen. Die größten Rhododendren sind über 9 m groß und über 85 Jahre alt. Eingebettet sind diese in den mehr als 300 Jahre alten Wald mit heimischen und exotischen Laub- und Nadelgehölzen, wie z. B. Mammutbäume, Sumpfzypressen, Ginkgos, Tulpenbäume, Linden, Stieleichen, Stechpalmen, Kaukasusfichten, Riesenlebensbaum, Douglasien, Sitkafichten, die teilweise in einem Waldlehrpfad erklärt werden.
Im Zentrum des Parks befindet sich eine 10.000 m² große Teichanlage, die während der Blütezeit von April bis Mitte Juni von einem Skulpturengarten umrahmt wird.

## Zugang
Der Rhododendronpark ist ganzjährig geöffnet. Zur Blütezeit von April bis Mitte Juni wird Eintritt erhoben. Das angegliederte Park-Café ist nur während der Blütezeit von April bis Mitte Juni geöffnet, danach ausschließlich auf Anmeldung. Während der Blütezeit finden diverse Veranstaltungen statt wie z. B. die Ostereiersuche, „Ammerländer Gartentage“ oder „Rund ums Tier“.

## Baumschule Hobbie
Resultierend aus den Züchtungserfolgen von Dietrich Gerhard Hobbie wurde die Baumschule Hobbie gegründet. Diese hat sich auf die Zucht und Vermehrung von Rhododendren und Azaleen spezialisiert. Im Sortiment befinden sich über 800 Arten und Sorten aus eigener und fremder Züchtung.